# Közép schnauzer
A közép schnauzer Bajorországban kitenyésztett kutyafajta.

## Leírása
Közepes termetű, zömök kutya. Feje hosszú, szeme sötétbarna. Füle lelóg vagy ritkán csonkolják. Háta egyenes, ágyéka rövid, feszes, fara vízszintes, mellkasa mély, hasa kissé felhúzott. Végtagjai oszlopszerűek, párhuzamosak. Farkát általában rövidre kurtítják, függőlegesen viseli. Szőrzete kemény, drótszerű, szálkás, sűrű, felálló. Trimmelik. A fején bajuszt, szakállt és szemöldököt alakítanak ki. Színe fekete. Marmagassága 45–50 cm, testtömege 14–20 kg. Várható élettartama 10–14 év. Rendkívül mozgékony kutya.

## Tulajdonságai
Figyelmes, bátor, éber, önálló. Gazdájához rendkívül ragaszkodik, idegenekkel szemben bizalmatlan.

## Alkalmazása
Kitűnő őrző-védő, kísérő és házőrző. Kertben és lakásban egyaránt tartható.